# Don Black
Don Black nom artístic de Donald Blackstone (Londres, 21 de juny de 1938) és un lletrista anglès conegut en part per la seva col·laboració amb el compositor John Barry. Els seus nombrosos treballs inclouen musicals, cançons per a pel·lícules i cançons de gran èxit. Ha estat condecorat amb l'OBE.
És conegut per haver escrit la lletra de moltes cançons per als films de James Bond com Thunderball, Diamonds Are Forever, The Man with the Golden Gun, Surrender de Tomorrow Never Dies i The World Is Not Enough. També va escriure la cançó principal de la pel·lícula Un treball a Itàlia. En col·laboració amb el compositor John Barry, va escriure la cançó del film de 1966, Born Free, la qual va guanyar el premi de l'acadèmia a millor cançó aquest any. El posteriorment va col·laborar amb Barry en Out of Africa, Dances with Wolves,i el musical de Broadway The Little Prince and the Aviator.
Ha treballat amb Jule Styne, Henry Mancini, Quincy Jones, Elmer Bernstein, Michel Legrand, Marvin Hamlisch, Charles Aznavour. La cançó "Ben" de Michael Jackson i "To Sir, with Love" de Lulu' van encapçalar la llista d'èxits als Estats Units..
Entre els musicals escrits per Black s'inclouen Bar Mitzvah Boy i diverses obres d'Andrew Lloyd Webber xous - el tema de 1980 Tell Me on a Sunday, la qual va ser interpretada per Marti Webb; Aspects of Love, la qual portà a Michael Ball a la fama, i l'adaptació musical del clàssic film de Billy Wilder Sunset Boulevard. En el 2002 el treball amb el productor hindue A. R. Rahman el musical Bombai Dreams. El també co-va escriure amb Jim Steinman el single "Is Nothing Sacred," la qual va ser interpretada per Meat Loaf. El 2009 va ajudar el cantant britànic Robbie Williams a compondre la cançó "Morning Sun".
Va ser el lletrista de la cançó 'Amics per sempre' amb música de Sir Andrew Lloyd Webber, cantada per Josep Carreras i Sarah Brightman en la cerimònia de clausura del Jocs Olímpics de 1992.
Black viu amb la seva esposa Shirley a Londres.